# Sebring International Raceway

Streckenführung des Großen Preises der USA 1959

Sebring International Raceway ist eine Motorsport-Rennstrecke in Sebring im US-Bundesstaat Florida. Der Kurs umfasst 5,954 Kilometer Strecke mit 17 Kurven, wovon 3,8 Kilometer aus Asphalt und 1,9 Kilometer aus Beton bestehen. Daneben gibt es noch weitere Kursvarianten wie den School Circuit mit 3,219 Kilometer und den Johnson Club Circuit mit 2,739 Kilometer Länge. Diese Varianten werden aber in der Regel nur zum Testen verwendet. 

## Geschichte

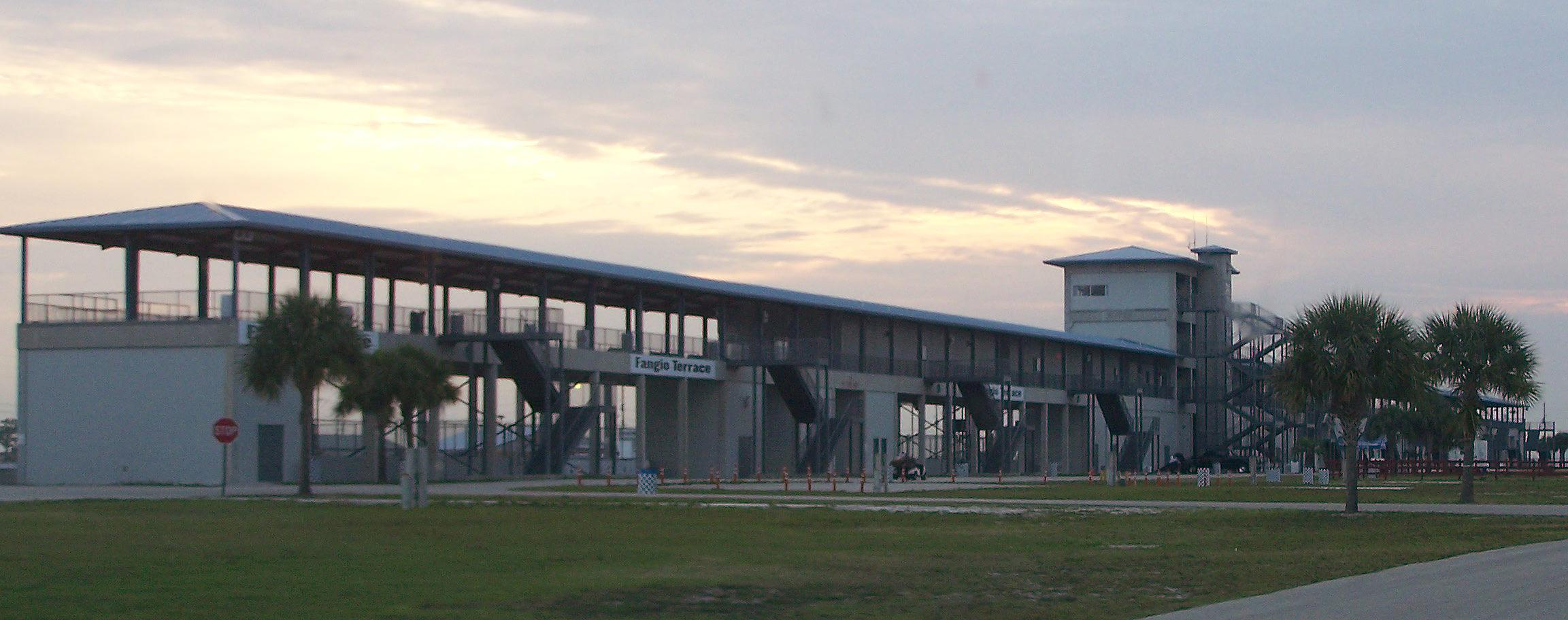
Tribüne des Sebring International Raceways

Der Kurs wurde Ende der 1940er Jahre auf dem ehemaligen Flughafengelände des Hendricks Army Airfield nach dem Vorbild europäischer Motorradrennkurse angelegt. Das erste, über eine Distanz von 6 Stunden ausgetragene Rennen fand 1950 statt, allerdings auf einem 5,632 Kilometer langen Kurs, der zwei Startbahnen nutzte und in den Folgejahren auf eine Länge von 8,368 km erweitert wurde. 1983 wurde auf einem verkürzten 7,6 Kilometer langen Kurs gefahren. 1984 bis 1986 betrug die Länge aufgrund von Umbauarbeiten im Boxenbereich 7,82 Kilometer. Danach wurde die Nord-Süd-Startbahn ausgelassen und durch ein neues Asphaltstück mit dem so genannten Karussell ersetzt, so dass die Länge auf 6,6 Kilometer schrumpfte. Ab 1991 wurden die Kurven acht und neun sowie das Karussell wieder entfernt. Die Länge verringerte sich auf 5,9 Kilometer. Ende 1995 wurde die Fangio-Schikane verlegt. Dadurch verkürzte sich der Kurs auf 5,7 Kilometer. 1997 wurden Ein- und Ausfahrt der Ulmann-Geraden (vor der Zielkurve) neu angelegt, was den Kurs auf 6 Kilometer verlängerte. Ende 1998 erfolgte der bis dato letzte Umbau. Die Haarnadelkurve (Kurve 5) wurde in eine S-Kurve umgebaut. 2001 wurde der Belag von Kurve 1 bis Kurve 10 erneuert.

## Rennen
Das größte und bekannteste Rennen ist das 12-Stunden-Rennen von Sebring, das seit 1952 ausgetragen wird und von 1953 bis 1992 zur Sportwagen-Weltmeisterschaft gehörte. Von 1999 bis 2013 eröffnete es traditionell die American Le Mans Series. Seit 2014 zählt das Rennen zur IMSA SportsCar Championship.
Am Ende der Formel-1-Saison 1959 fand hier der erste Große Preis der USA statt – allerdings sollte es auch das letzte Mal sein, dass hier die Formel 1 zu Gast war.
Von 2019 (mit einer pandemiebedingten Pause) bis 2023 fand am Freitag vor dem 12-Stunden-Rennen das 1000-Meilen-Rennen der FIA als Lauf der Langstrecken-Weltmeisterschaft statt.

## Gesamtsieger

### Formel 1
| Nr. | Jahr | Fahrer        | Konstrukteur | Motor  | Reifen | Zeit        | Streckenlänge | Runden | Ø-Tempo      | Datum        | GP der |
| --- | ---- | ------------- | ------------ | ------ | ------ | ----------- | ------------- | ------ | ------------ | ------------ | ------ |
| 1   | 1959 | Bruce McLaren | Cooper       | Climax | D      | 2:12:35,7 h | 8,369 km      | 42     | 159,055 km/h | 12. Dezember | USA    |

### 1000-Meilen-Rennen
| Jahr | Team                | Gesamtsieger                                     | Fahrzeug            | Runden |
| ---- | ------------------- | ------------------------------------------------ | ------------------- | ------ |
| 2019 | Toyota Gazoo Racing | Sébastien Buemi Fernando Alonso Kazuki Nakajima  | Toyota TS050 Hybrid | 253    |
| 2022 | Alpine Elf Team     | André Negrão Nicolas Lapierre Matthieu Vaxivière | Alpine A480         | 194    |
| 2023 | Toyota Gazoo Racing | Mike Conway Kamui Kobayashi José María López     | Toyota GR010 Hybrid | 239    |